# Tusenårssted

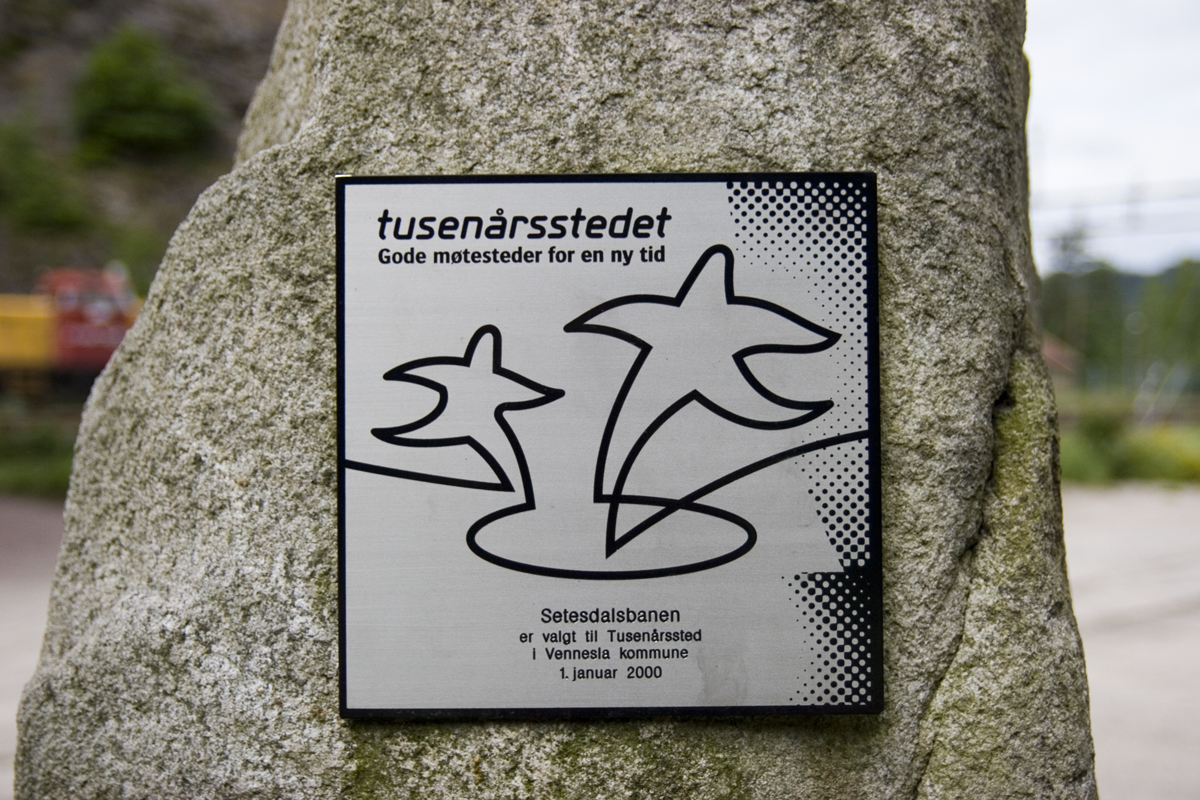
Tusenårsstedet i Vennesla kommun.

Tusenårssted (svenska: Tusenårsplats) var en plats i varje fylke och kommun i Norge som var utsedd att ha en speciell betydelse i förbindelse med övergången till 2000-talet.
Platserna som fylkena valde skulle ha nationellt intresse och historisk, kulturell eller miljömässig betydelse, det vill säga platser som varit värda att markera och ta vara på. Markeringen kunde vara till exempel en minnesplatta, skulptur eller byggnad med mera.
Tusenårssteden som kommunerna skulle välja kunde vara till exempel speciella promenadstråk längs floder, kajer och liknande.

## Fylkenas tusenårssteder
| Fylke                    | Tusenårssted                             | Webbplats                                      | Eventuella noteringar |
| ------------------------ | ---------------------------------------- | ---------------------------------------------- | --------------------- |
| Akershus                 | Eidsvoll 1814 Rikspolitisk senter        | Centrets webbplats                             |                       |
| Aust-Agder               | Nes verk                                 | Jernverksmuseets webbplats                     |                       |
| Buskerud                 | Hringariki Kulturminnepark               | Informationssida på Ringerike kommunes hemsida |                       |
| Finnmark                 | Vardø stad                               |                                                |                       |
| Hedmark                  | Domkirkeodden Hamar                      | Hedmarksmuseets webbplats                      |                       |
| Hordaland                | Hardanger                                | Konst- och kulturcentrets webbplats            |                       |
| Møre og Romsdal          | Jugendstilsenteret                       | Centrets webbplats                             |                       |
| Dåvarande Nord-Trøndelag | Norveg                                   | Centrets webbplats                             |                       |
| Nordland                 | Petter Dass-museet i Alstahaug           |                                                |                       |
| Oppland                  | Hundorp, Dale-Gudbrands gard             | webbplats                                      |                       |
| Oslo                     | Middelalderbyen                          |                                                |                       |
| Rogaland                 | Avaldsnes                                | Information på Nordvegen historiesenter        |                       |
| Sogn og Fjordane         | Tusenårsstedet Gulatinget                | webbplats                                      |                       |
| Dåvarande Sør-Trøndelag  | Sverresborg Trøndelag Folkemuseum        | Folkmuseets informationssida                   |                       |
| Telemark                 | Telemarkskanalen                         | Officiell webbplats                            |                       |
| Troms                    | Hålogaland teater                        | Officiell webbplats                            |                       |
| Vest-Agder               | Lindesnes fyr                            | Officiell webbplats                            |                       |
| Vestfold                 | Midgard historisk senter och Borreparken | Officiell webbplats                            |                       |
| Østfold                  | Fredrikstens festning                    | Tusenårsstedets webbplats                      |                       |